# 成都市域铁路S11线
成都市域铁路S11线，又称成都至德阳线，简称成德线或德阳线，是位于中国四川省的市域铁路项目，由成都市金牛区韦家碾至德阳市旌阳区德阳站，全长约71公里，设有10座地下站，6座高架站。2023年3月开工建设，预计2027年开通运营。

## 项目历史

### 规划阶段
- 2020年
  - 7月27日，成都市政府和德阳市政府签订《成德市域铁路S11线共建共管合作协议》。其中，S11线暂定起于成都火车北站，止于德阳火车北站，途经成都市金牛区、新都区、彭州市，德阳市广汉市、旌阳区。线路全长约72公里，成都段约34公里，德阳段约38公里。项目总投资约276亿元。双方分别确定一家国有公司作为合作主体，共同出资成立项目公司，由项目公司负责S11线的投资、融资、建设、运营、维护以及非客运业务经营。[3]
  - 11月26日，据德阳市自然资源和规划局网站公示[4]，《天府大道北中轴德阳段总体规划研究》已获得德阳市市政府批复。批后公布材料《天府大道北延线（成都北中轴）总体规划（批后公示版）简介》[5]中提到将建设S11轨道交通（中速中运量、中速大运量），即成都市域铁路S11线；批后公布材料《天府大道北延线（成都北中轴）总体规划（批后公示版）图集》[6]，计划将S11线（中速中运量公共交通）沿天府大道北延线敷设，向西联系濛阳，强化轴线辐射带动作用（濛阳段采用支线设站的方式沿成德大道、422省道进行敷设）。原则上S11线高架天府大道北延线段采用路侧敷设的方式。线路途经成都市、广汉市和德阳市，设置成都北站、蜀祖路站、友谊站、杜家碾站、国际商贸城站、兴城大道站、马家站、濛阳站、三星堆站、南丰站、天府旌城站、德阳南站、四川建院站、五洲广场站、文庙广场站和德阳站共计16个站点。

- 2021年
  - 7月，成都市规划和自然资源局发布《成都市城市轨道交通线网规划》（2021版）公布图，S11线起点为凤台三路站，可与18号线、9号线换乘。[7]
  - 9月29日，四川成德轨道交通有限公司（成德S11线项目公司）在成都完成工商注册，注册资本金为3亿元。其中，德阳发展控股集团持股53%，成都轨道交通集团持股47%。根据初步规划，成德S11线线路规划全长约72km，设车站15座，总投资约223亿元。[1]
  - 12月22日，据国家发展改革委员会网站通知[8]，《成渝地区双城经济圈多层次轨道交通规划》已印发至重庆市、四川省发展改革委。该《规划》[9]显示，成都至德阳线起点为成都地铁1号线韦家碾站，经成都金牛区、新都区、彭州市濛阳镇、广汉市三星堆、德阳天府旌城、德阳中心城区至德阳站[註 2]。总长70公里，投资187亿元。
  - 12月29日，成都轨道交通集团发布市域（郊）铁路成都至德阳线（S11）工程线路勘察设计招标公告。[10]公告显示，成都至德阳线南起韦家碾站，北止德阳站[註 2]，沿线串联成都金牛区、新都区、彭州市濛阳镇、广汉市三星堆、德阳市主城区。线路长度70.16km，其中，成都段长度30.32km（高架21.2km，地下9.12km，过渡段0.65km），德阳段长度39.84km（高架26.5km，地下12.04km，过渡段0.65km）。全线设站15座（不含南丰预留站），其中，高架站7座（成都4座，德阳3座），地下站8座（成都4座，德阳4座）。设凤凰山停车场、德阳北车辆段，主变所3座。拟于2022年6月完成初步设计及评审；8月完成招标图及招标清单设计；9月土建工程陆续开工；2026年底试运营。（工期可调整）[11]
  - 12月31日、2022年1月4日，S11线开展社会稳定风险分析公示，为期10日。公示称线路起于韦家碾站，线路主要沿北新大道、成德大道、天府大道北延线（规划）、泰山路自南向北敷设，终点止于成绵乐客专德阳站，项目建设工期约48个月。[12][13]

- 2022年
  - 5月5日，S11线开展环境影响评价信息公开。据介绍，线路起于韦家碾站，止于德阳站[註 2]，沿途串联成都市金牛区、新都区、彭州市、德阳市广汉市和旌阳区，线路长约70.79km，共设车站15座（含高架车站5座、地下车站10座），设凤凰山停车场、德阳北车辆段、控制中心各1座，主变电所3座。[14]
  - 7月19日，成都市人民政府发布《公园城市示范区“十四五”城市建设规划机会清单》，其中提到起于成都地铁1号线韦家碾站引出，经成都金牛区、新都区、彭州市濛阳镇、广汉市三星堆、德阳旌阳区、德阳中心城区至德阳站[註 2]，线路全长71.7km，设站15座，总投资279亿元。建设时间为2022年9月至2027年9月。[15]
  - 7月29日，S11线开展德阳段社会稳定风险评估公示。据介绍，德阳段长40.012公里，其中地下段长度11.585公里，高架段27.332公里、地面及过渡段长1.095公里。设车站7座，其中地下站4座（四川建院站、五洲广场站、文庙广场站、德阳北站），高架站3座（三星堆站、天府旌城站、德阳南站），另预留南丰站。设德阳北车辆基地1座。项目全线（含成都段）计划于2022年9月开工建设，2026年12月建成开始试运营。[16]
  - 8月4日，S11线用地预审已上报至自然资源部，资金承诺函已出。[17]
  - 8月9日，S11线德阳段社会稳定风险分析报告评估会召开并通过。S11线起于韦家碾站，止于德阳市区德阳北站，途经成都市金牛区、新都区、彭州市、广汉市至德阳主城区，共设车站16座，主线长70.2公里，其中成都段30.4公里，德阳段39.8公里。总投资约254亿元。[17]
  - 8月16日，S11线开始施工图审查招标：[2]

市域（郊）铁路成都至德阳线工程起于成都轨道交通1号线韦家碾站，主要沿北星大道、成德大道、天府大道北延线、泰山路自南向北敷设，北止于西成高铁德阳北站。主线线路长度70.892km（成都段30.880km，德阳段约40.012km），敷设方式以高架为主，地下为辅，其中高架段45.312km，地下段24.255km，路基过渡段1.325km。共设车站15座，其中地下站10座，高架站5座（不含南丰）。设2座基地，分别为凤凰山停车场和德阳北车辆段。3座主变电所，分别为凤凰山、西外乡和德阳北主变电所，控制中心1座位于凤凰山停车场。
- 9月1日，S11线由自然资源部批复用地预审。
- 9月19日，四川省自然资源厅核发了《建设项目用地预审与选址意见书》。

- 2023年
  - 2月15日，市域（郊）铁路成都至德阳线工程可行性研究报告获得四川省发展和改革委员会批复，标志着S11线即将进入全面开工建设阶段。[20][21]

S11线主线连接成都市区和德阳市区，串联成都境内火车北站组团、凤凰山组团、北部商贸城组团、新军马组团、濛阳新城，广汉向阳组团、三星堆组团、德阳天府旌城组团，起于韦家碾站，与1号线、5号线、9号线、18号线、27号线、28号线、32号线、S1号线换乘，止于德阳北站。线路主要沿北星大道、成德大道、天府大道北延线（在建）、洪湖路、泰山路自南向北敷设，呈南-东北走行。
线路全长约70.845公里，其中成都范围内长度约30.619公里，德阳范围内长度约40.226公里；其中高架段45.30公里，地下段23.91公里，路基及过渡段1.63公里。设车站15座，分别为韦家碾站、凤台三路站、友谊站、杜家碾站、国际商贸城站、斑竹园站、马家站、濛阳站、三星堆站、天府旌城站、德阳南站、四川建院站、五洲广场站、文庙广场站、德阳北站15座车站（均为暂定名）；其中地下站10座，高架站5座。设1段1场，分别为德阳北车辆段和凤凰山停车场。设3座主变电所，分别为凤凰山主变电所、西外乡主变电所和德阳北主变电所。控制中心设在凤凰山停车场内。车辆采用市域A型车4辆编组，初期新购车辆33列/132辆，运行速度高架段160公里/小时、地下段120公里/小时，供电方式为交流25千伏架空接触网。初期开行单一交路，高峰小时行车对数为12对/小时；近期、远期开行主支线双交路，近期主支线高峰小时行车对数分别为12对/小时、6对/小时，远期主支线高峰小时行车对数分别为14对/小时、7对/小时。初、近、远期输送能力分别为0.91万人次/小时、1.36万人次/小时和1.59万人次/小时。
项目估算总投资为307.94亿元。资金来源为：资本金按总投资40%的比例安排，共123.18亿元，由成都市和德阳市根据成都段及德阳段投资比例分别安排财政资金56.05亿元、67.13亿元；其余资金184.76亿元，占总投资60%，由四川成德轨道有限公司通过银行贷款筹措。项目建设工期49个月。
- 2月27日至3月10日，《市域（郊）铁路成都至德阳线工程环境影响报告书（征求意见稿）》公示征求意见。
- 9月19日至10月9日，《市域（郊）铁路成都至德阳线工程环境影响报告书》在四川省生态环境厅公示。
- 10月23日，四川省生态环境厅发函，暂不予批准《市域（郊）铁路成都至德阳线工程环境影响报告书》，并指出《报告书》选址选线环境合理性论证不充分，未优先从避让的角度，开展选址选线方案比选及论证工作，项目公众参与调查工作不符合《环境影响评价公众参与办法》相关要求，《报告书》尚不足以支撑环评结论及项目建设的环境可行性。此外，该厅还收到德阳市旌阳区明鑫巧寓小区业委会及34户业主关于《报告书》的意见和《关于坚决反对成德S11地铁线下穿明鑫巧寓小区的民意表》，对项目正下穿明鑫巧寓小区提出反对意见，同时指出项目公众参与过程中环评公示信息无法查询，对公众参与说明的部分结论提出质疑。
- 11月20日至12月1日，修改后的新版《市域（郊）铁路成都至德阳线工程环境影响报告书（征求意见稿）》公示征求意见，其中S11线线位避让了上述小区。
- 12月31日，修改后的新版《市域（郊）铁路成都至德阳线环境影响报告书》获得四川省生态环境厅批复。

### 施工阶段
- 2023年
  - 2月22日，S11线施工总承包项目招标公告成都标段、德阳标段发布。[29][30]
  - 3月29日，S11线施工总承包项目中标候选人公示，成都标段第一名为中国铁建股份有限公司[31]，德阳标段第一名为中国建筑股份有限公司[32]。
  - 3月30日，市域铁路成都至德阳S11线项目现场推进活动在德阳举行，宣布市域铁路成都至德阳S11线项目启动建设。[33]
  - 5月15日，S11线德阳段开始对6处点位进行打围（一期）施工。[34]
  - 5月15日，S11线德阳段四川建院站完成一期绿化、市政设施迁移以及管线迁改打围。车站结构总长287.2米，将采用明挖顺作法及局部盖挖法施工。此次实施打围的区域为泰山南路东侧绿化带及人行道，围挡紧贴人行道边缘敷设，最大程度降低对车辆通行的影响。
- 2024年
  - 3月25日，市域（郊）铁路成都至德阳线工程成都段杜家碾站主体管线迁改工作全部完成，为后续围护结构施工及主体基坑开挖扫清了障碍。截至目前，市域（郊）铁路成都至德阳线10座地下站（成都段6座，德阳段4座）均已打围完成，其中德阳南站—四川建院站明挖区间已进入土方开挖及主体结构施工阶段，四川建院站、五洲广场站正在进行土方开挖，韦家碾站、凤台三路站、杜家碾站、国际商贸城站、斑竹园站、德阳北站正在进行围护施工，凤台三路站、友谊站、杜家碾站、国际商贸城站、斑竹园站和文庙广场站正在进行管线迁改施工。另外，高架段涉河工点青白江桥正在进行钢栈桥、桩基施工。鸭子河大桥和石亭江大桥主墩桩基已完成，进入承台施工阶段。濛阳制梁场临建已基本完成，正在进行钢筋加工车间建设。
  - 8月28日，S11线德阳段五洲广场站实现主体结构封顶[35]。
- 2025年
  - 5月16日，成都市民政局公示德阳线（成都境内）车站命名，征求意见。原工程名为“凤台三路”的车站拟命名为“凤凰山”、原工程名为“友谊”的车站拟命名为“大天路”、原工程名为“国际商贸城”的车站拟命名为“莫龙堰”，其余车站沿用工程名不变。[36]
  - 7月21日，成都市民政局发布公告，正式确定德阳线（成都境内）车站标准名称，除“国际商贸城”命名为“聚虹路”，其余车站命名与征求意见方案一致。[37]

## 车站
| 成都市域铁路S11线（德阳线）车站列表 |          |            |          |                 |                 |          |            |                       |               |
| 快车                                | 车站名称 | 英文名称   | 开通日期 | 站间距离 （km） | 累计距离 （km） | 车站类型 | 车站类型   | 换乘线路              | 所在地        |
| 快车                                | 车站名称 | 英文名称   | 开通日期 | 站间距离 （km） | 累计距离 （km） | 位置     | 站台       | 换乘线路              | 所在地        |
| ●                                   | 德阳北站 |            | 2027年   | 0               | 0               | 地下     | 岛式站台   | 德阳站                | 德阳市 旌阳区 |
| ●                                   | 文庙广场 |            | 2027年   | 4.5             | 4.5             | 地下     | 岛式站台   |                       | 德阳市 旌阳区 |
| ●                                   | 五洲广场 |            | 2027年   | 2.9             | 7.4             | 地下     | 岛式站台   |                       | 德阳市 旌阳区 |
| ●                                   | 四川建院 |            | 2027年   | 1.3             | 8.7             | 地下     | 岛式站台   |                       | 德阳市 旌阳区 |
| ｜                                  | 德阳南站 |            | 2027年   | 6.2             | 14.9            | 高架     | 侧式站台   | 德阳南站              | 德阳市 旌阳区 |
| ｜                                  | 天府旌城 |            | 2027年   | 3.9             | 18.8            | 高架     | 双岛式站台 |                       | 德阳市 广汉市 |
| ｜                                  | 南丰     |            | 预留     | (未注明）       | (未注明）       | 高架     | 侧式站台   |                       | 德阳市 广汉市 |
| ｜                                  | 三星堆   |            | 2027年   | 12.3            | 31.1            | 高架     | 双岛式站台 |                       | 德阳市 广汉市 |
| ●                                   | 濛阳     |            | 2027年   | 11.5            | 42.6            | 高架     | 岛式站台   |                       | 成都市 彭州市 |
| ｜                                  | 马家     |            | 2027年   | 11              | 53.6            | 高架     | 双岛式站台 |                       | 成都市 新都区 |
| ｜                                  | 斑竹园   |            | 2027年   | 5               | 58.6            | 地下     | 岛式站台   |                       | 成都市 新都区 |
| ｜                                  | 聚虹路   |            | 2027年   | 2.3             | 60.9            | 地下     | 岛式站台   |                       | 成都市 金牛区 |
| ●                                   | 杜家碾   | Dujianian  | 2027年   | 2.9             | 63.8            | 地下     | 岛式站台   | 5号线 0507            | 成都市 金牛区 |
| ●                                   | 大天路   |            | 2027年   | 1.3             | 65.1            | 地下     | 岛式站台   |                       | 成都市 新都区 |
| ●                                   | 凤凰山   |            | 2027年   | 3.1             | 68.2            | 地下     | 双岛式站台 | 18号线 18-2 9号线 09? | 成都市 金牛区 |
| ●                                   | 韦家碾   | Weijianian | 2027年   | 1.7             | 69.9            | 地下     | 岛式站台   | 1号线 01 27号线 2711  | 成都市 金牛区 |

## 车辆
S11线车辆采用市域A型车4辆编组，初期新购车辆33列/132辆，运行速度高架段160公里/小时、地下段120公里/小时，供电方式为交流25千伏架空接触网。

## 争议

### 中段线位
S11线中段有左右两种线位，分别经过彭州市濛阳镇和新都区军屯镇。在早期规划阶段曾出现过军屯方案、军屯主线濛阳支线方案、军屯濛阳先分叉经过再汇流方案、濛阳方案。最终采濛阳方案。

### 凤凰山停车场
S11线凤凰山停车场与18号线合建，位于北星大道东侧，货运大道北侧，场址南侧为宝成铁路，北侧为住宅与商业区。出于鄰避症候群，附近居民对该停车场可能造成的噪音问题表示担忧。居民认为该选址500米范围内存在多个居民区，且附近的北星大道、货运大道和宝成铁路已造成一定噪音，反对再建设地铁停车场。对此，成都地铁公司表示“在S11线凤凰山停车场设计过程中会就噪音控制进行专项设计，以确保停车场建成投用后达到国家相关规范标准的要求。”

### 国际商贸城站位置
国际商贸城站规划位置在北星大道一段与聚虹路口。有周围居民认为聚虹路口附近仅有商贸城客流，应向北移动一个路口，设在聚业路口，可服务路口北侧居民。成都轨道交通集团回应聚业路口规划有公路下穿隧道，不适合设置地铁站点。且现有站位800米范围内已覆盖聚业路口北侧居民区，还能同时服务于西南侧居民区，较远距离居民区应考虑换乘公交出行。聚业路口附近居民则反驳同一线路的友谊站所在路口已有公路下穿隧道，说明其并非主要影响因素，怀疑其实是为商贸城客流考量，并指出商贸城已有5号线北部商贸城站，且客流惨淡。

### 友谊站出入口
友谊站位于北星大道西侧大天路口；该路口四周均有商场，其中北侧两座人流较大；兰成渝输油管道横跨北星大道，呈东西向敷设于大天路北侧。当地居民希望路口四周均设置1个出入口，但兰成渝输油管道产权单位暂未同意北侧两个出入口布设于管道安全保护范围内，友谊站第一次环评公示期间只在大天路口南侧设置两个出入口，方案暂未最终确定。

### 广汉市增设车站
广汉市民认为S11线只在广汉城区设置了三星堆站1个站点，预留的南丰站和天府旌城站虽属于广汉境内但远离广汉城区，目前尚待开发，呼吁调整或增加一座广汉城北新区的车站。广汉市交通运输局回应“仅能争取S11线在广汉北站附近预留天津路站的建设条件。”

### 贯通运营
针对S11线是否具备与18号线在凤台三路站贯通运营之条件，成都轨道交通集团2022年8月仅回应可换乘，2023年3月则回应具备互联互通的条件。

### 文德区间下穿小区
S11线德阳站至文庙广场站区间下穿德阳市旌阳区明鑫巧寓小区，小区业委会及34户业主向四川省生态环境厅提出意见，反对下穿，同时指出项目公众参与过程中环评公示信息无法查询，对公众参与说明的部分结论提出质疑。2023年10月23日，四川省生态环境厅发函，暂不予批准S11线环评报告。

## 未来发展

### 天津路站
广汉北站附近的天津路站预留工程建设条件，可适时建设。

### 军屯站
军屯站位于新都区军屯镇附近，已预留后期增设的工程实施条件。

### 北延段
S11线北延段规划起于德阳站，至德阳市罗江区。

### 支线
S11支线是串联新都区、龙桥镇、新繁镇和彭州市主城区的市域铁路线，途经新都区新繁街道繁川大道，过成都第二绕城高速后到达彭州市，与S11主线在斑竹园站换乘。